# Allende

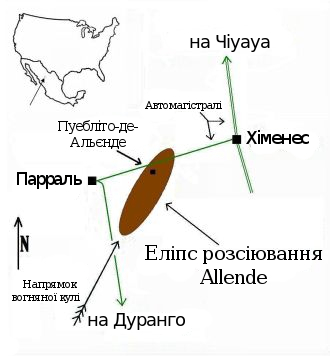
Шлях вогняної кулі та територія на півночі Мексики, де приземлялися уламки метеорита (еліпс розсіювання)

Метеорит Allende (укр. Альєнде) — це найбільший вуглецевий хондрит із будь-коли знайдених на Землі. Падіння вогняної кулі спостерігалося о 01:05 за місцевим часом, 8 лютого 1969 року, над мексиканським штатом Чіуауа. Після того, як метеорит розлетівся на друзки, пролітаючи крізь земну атмосферу, було організовано екстенсивний пошук уламків, в результаті чого зараз цей метеорит часто називають «найкраще дослідженим метеоритом в історії». Особливістю метеорита Allende є те, що він рясніє великими, багатими на кальцій та алюміній, включеннями, які належать до найстаріших об'єктів, сформованих у Сонячній системі.
Вуглецеві хондрити становлять до 4 % усіх метеоритів, які потрапляють на Землю з космосу. До 1969 року клас вуглецевих хондритів був виділений на основі невеликої кількості незвичних метеоритів, таких як Orgueil, який впав у Франції у 1864 році. Схожі на Allende метеорити були відомі, але більшість з них були маленькими і погано дослідженими.
Allende — це один із найдревніших знайдених метеоритів: його вік становить не менше 4,5 млрд років.

## Падіння
Вважається, що метеорит до входження в земну атмосферу був розміром із автомобіль, наближаючись до Землі із швидкістю понад 16 кілометрів на секунду. Падіння відбулося вночі 8 лютого 1969 року. О 01:05 за місцевим часом: велетенська, яскрава вогняна куля наблизилася із південного заходу та освітила небо й навколишні території на сотні миль. Вона вибухнула, роздробившись на тисячі дрібних, окремих уламків із розплавленою кіркою. Таке явище є типовим для падіння великих кам'яних тіл крізь земну атмосферу, і стається внаслідок раптового гальмівного ефекту, спричиненого опором повітря. Метеорит впав на півночі Мексики, біля села Пуебліто-де-Альєнде, у штаті Чіуауа. Камені з Альєнде належать до найбільш широко розповсюджуваних уламків метеоритів, а тому стала доступною величезна кількість матеріалу для досліджень, — набагато більше, аніж той матеріал, який був доступний раніше, навіть якщо зібрати докупи всі відомі до того часу вуглецеві хондрити.

## Еліпс розсіювання
Уламки були розкидані по величезній території — формуючи таким чином один із найбільших відомих еліпсів розсіювання. Довжиною цей еліпс становить приблизно 50 км, а шириною — близько 8 км. Регіон пустельний, в основному рівнинний, із рослинністю, яка варіюється від бідної до помірно бідної. Сотні метеоритів було зібрано відразу ж після падіння. Приблизно від двох до трьох тонн було зібрано за період у понад 25 років. Деякі джерела припускають, що могло бути віднайдено уламків загальною масою навіть понад 3 тонни (можна знайти оцінки навіть до 5 тонн), але не існує способу провести точний підрахунок.[a] Навіть сьогодні, хоча вже минуло понад 40 років, все ще знаходять окремі шматки в районі еліпса розсіювання. Окремі уламки Allende, з оплавленою кіркою, становлять масою від 1 г до 110 кг.

## Аналіз метеорита
Метеорит Allende часто називають «найкраще дослідженим метеоритом в історії». Для цього існує декілька причин: Allende впав на початку 1969 року, всього за декілька місяців перед тим, як у ході космічної програми «Аполлон» мали бути доставлені на Землю перші місячні камені. Це був час великого піднесення та збудження в середовищі планетарних науковців. Ця галузь приваблювала все нових і нових працівників у найрізноманітніших сферах, а наукові лабораторії постійно вдосконалювались. Як наслідок, спільнота науковців виявилася цілком готовою до вивчення нового метеорита. Низка музеїв організувала експедиції до Мексики для збору зразків, те ж саме зробив і Смітсонівський інститут. Всі разом вони зібрали сотні кілограмів уламків із кальцієво-алюмінієвими включеннями. Вік таких включень становить мільярди років, тож вони допомагають визначити вік сонячної системи. Включення у зібраних уламках мали дуже незвичні ізотопні композиції, багато з яких відрізнялися від композицій земних, місячних та інших метеоритів широкою різноманітністю ізотопів. Такі «ізотопні аномалії» містять відомості про процеси, які відбувалися в інших зорях до того, як була сформована сонячна система.
Allende містить хондри та кальцієво-алюмінієві включення, вік яких, за приблизними оцінками, становить 4.567 мільярда років — найстарша матерія з нині відомих (інші вуглецеві метеорити теж мають їх в своєму складі). Цей матеріал — на 30 мільйонів років старший, ніж сама Земля, і на 287 мільйонів років старший, ніж найстарші зі всіх відомих каменів на Землі. Тож метеорит Allende забезпечив науковців інформацією щодо того, якими переважно були умови в ранню епоху формування нашої сонячної системи. Вуглецеві хондрити, в тому числі Allende, є найпримітивнішими метеоритами, і містять вони найпримітивніший із відомих видів матерії. Останню зміну свого хімічного складу, останні переплавлення вони проходили ще на ранніх етапах формування сонячної системи. І саме тому їх вік часто сприймають як «вік сонячної системи».

## Структура

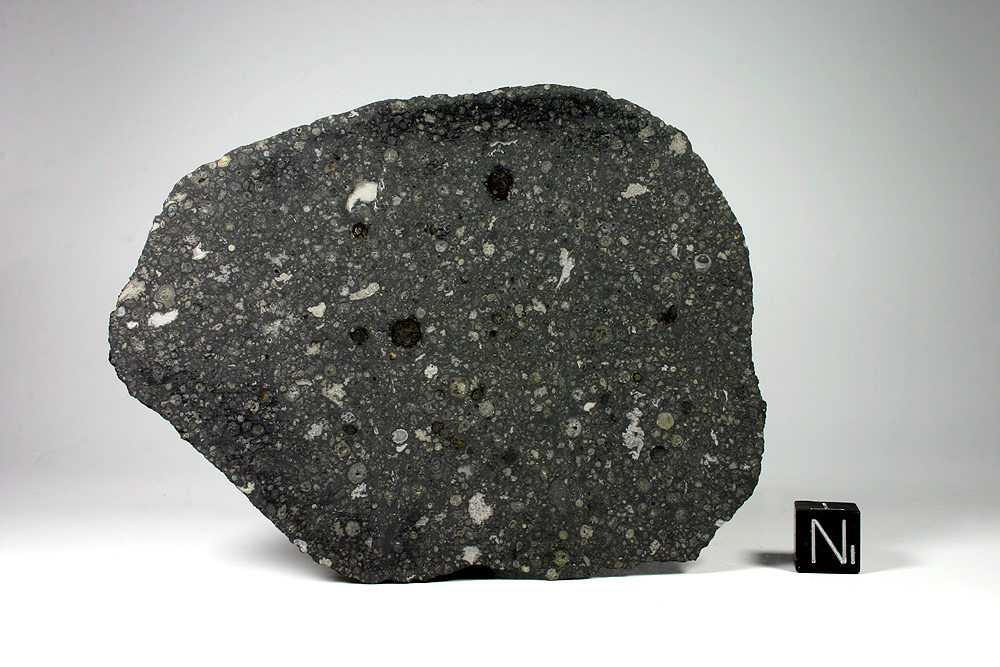
Метеорит Allende — знімок авторства Матео Чінеллато; кубик = 1 см

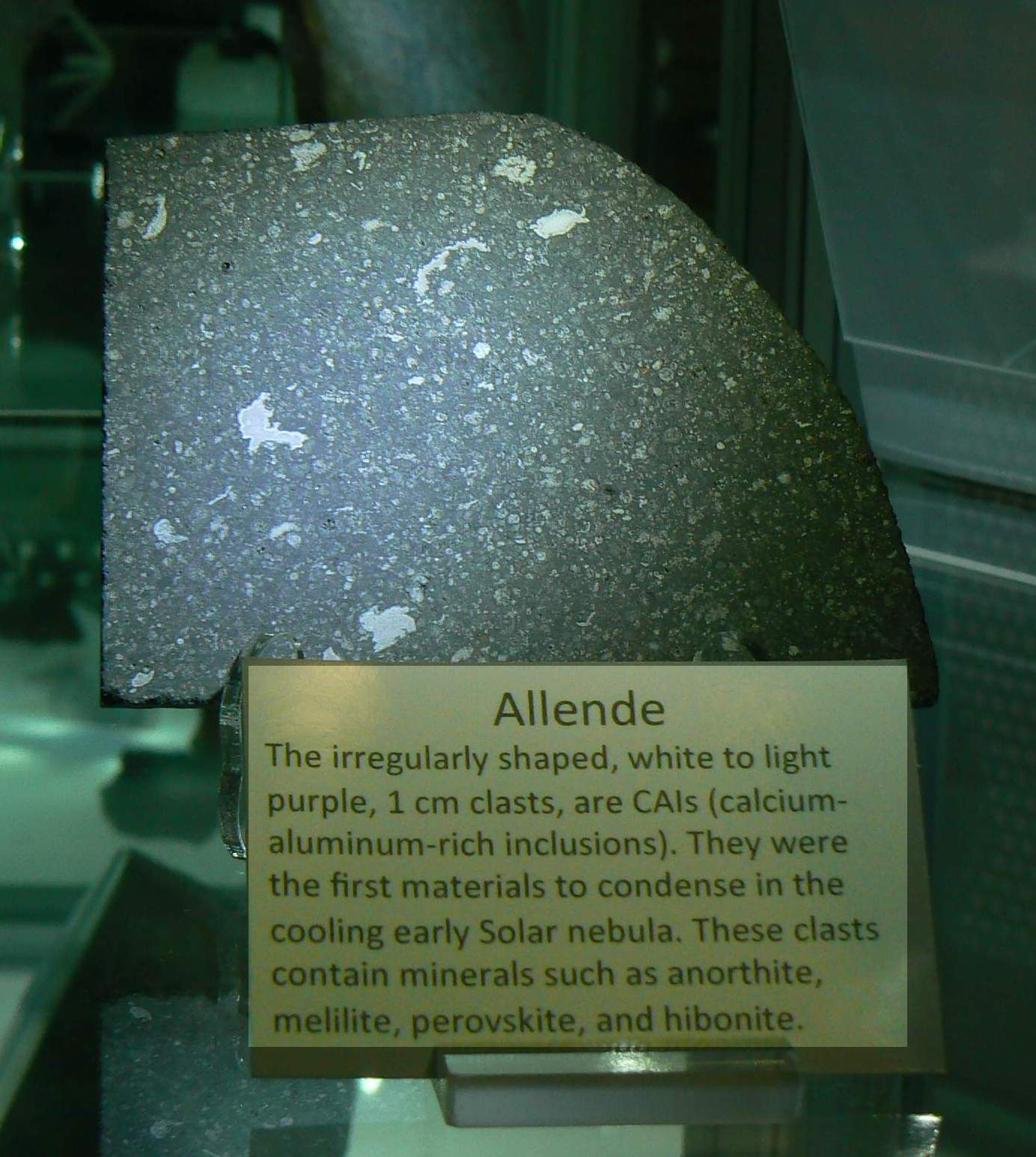
Шматок метеорита Allende, Аризонський державний університет

Метеорит утворився із міжзоряного пилу й газу на ранніх етапах формування сонячної системи. Він вважається «кам'яним» метеоритом, не маючи відношення до двох інших загальних класів метеоритів — «залізного» чи «кам'яно-залізного». Більшість уламків Allende — покриті, частково або повністю, чорною, блискучою кіркою, яка утворилася, коли камінь падав крізь атмосферу із величезною швидкістю, наближаючись до земної поверхні. Такий політ, внаслідок опору повітря, сильно нагріває поверхню метеорита, плавить її, а в результаті — утворюється склоподібна кірка.
Якщо уламок Allende розпиляти на два шматки, а поверхню відполірувати, то можна вивчати внутрішню структуру метеорита. Таким чином очам дослідника відкривається темна текстура (матриця) із міліметровими, світлими вкрапленнями — хондрами, невеличкими кам'яними сферулами, на які можна натрапити лише в метеоритах, але не в земних каменях (саме тому такі метеорити називають хондритами). Також можна побачити світлі включення, розміром до декількох сантиметрів, форма яких варіюється від сферичної до вкрай незвичної, «амебоїдної». Ці включення відомі як кальцієво-алюмінієві включення, названі так через те, що вони складаються в основному із багатих на кальцій та алюміній кремнієвих та оксидних мінералів. Подібно до багатьох хондритів, Allende є брекчією, і містить в своєму складі чимало темних шматків, або «темних включень», хондритна структура яких відрізняється від структури решти метеорита. На відміну від решти хондритів, Allende майже зовсім не містить металів Fe-Ni.

## Склад
Матриця та хондри метеорита складаються із багатьох різних мінералів, в основному — з олівіну та піроксену. Allende класифікують як метеорит групи CV3 класу вуглецеві хондрити: хімічний склад, який є багатим на такі вогнетривкі елементи, як кальцій, алюміній та титан, та бідним на порівняно леткі елементи, такі як натрій та калій, — і є причиною віднесення цього метеорита до групи CV, в той час як брак другорядних ефектів нагрівання є сумісним із петрологічним типом 3 (див. класифікацію метеоритів). Як і більшість вуглецевих хондритів та всі хондрити групи CV, Allende багатий на ізотоп кисню 16O, якщо порівнювати його із менш розповсюдженими ізотопами, 17O та 18O. У червні 2012 року дослідники оголосили про відкриття нового типу включень, які отримали назву паньгуїт, і складаються із невідомого до цього часу мінералу із вмістом діоксиду титану.
У метеориті також виявилася порівняно невелика кількість вуглецю (в тому числі графіти та алмази) та багато органічних складників, до яких входять амінокислоти, деякі з них — невідомі на Землі. Залізо, в основному поєднане з іншими елементами — складає близько 24% всього складу метеорита.

## Результати досліджень
В ході докладного вивчення хондр метеорита у 1971 році, виконаного командою Західного резервного університету Кейза, було виявлено мініатюрні чорні позначки кількістю до 10 трильйонів на квадратний сантиметр, які були відсутні на самій матриці; їх інтерпретували як ознаку радіаційного пошкодження. Подібні структури проявляються і в місячному базальті, але відсутні в його земному еквіваленті, найімовірніше тому, що він був захищений від космічної радіації земною атмосферою та геомагнітним полем. Таким чином, видається правдоподібним, що опромінення хондр метеорита відбулося відразу ж після того, як вони затверділи, але ще перед холодною акрецією матерії, яка відбувалася протягом ранніх етапів формування сонячної системи — саме тоді, коли й був зібраний у єдине ціле батьківський метеорит.
Відкриття у Каліфорнійському технологічному інституті в 1977 році нових форм таких елементів, як кальцій, барій та неодим у метеориті, вважалося ознакою того, що ці елементи походять із якогось джерела, яке знаходилось за межами ранніх хмар газу й пилу, з яких сформувалася наша сонячна система. Така думка підтримує теорію, за якою ударні хвилі від наднової — вибуху старіючої зірки — могли б запустити формування, або ж посприяти формуванню нашої сонячної системи. Наступною ознакою було те, що в метеориті, за інформацією дослідницької групи Каліфорнійського університету, містився алюміній-26 (26Al) — рідкісна форма алюмінію. Все це спрацьовує як «годинник» метеорита, датуючи вибух наднової менш ніж двома мільйонами років перед тим, як була сформована сонячна система. Подальші дослідження виявили ізотопні співвідношення криптону, ксенону, азоту та деяких інших хімічних елементів, форми яких не були раніше невідомими, і не зустрічаються в нашій сонячній системі. З багатьох досліджень, які мали схожі результати, було зроблено висновок, що в диску матерії, який передував утворенню сонячної системи у формі сонця та планет, було представлено чимало різних речовин, які перебували у формі «пилу» та походили із ближніх зір, до яких відносились нові зорі, наднові та червоні гіганти. Ці плямочки й досі зустрічаються в метеоритах на кшталт Allende, і сьогодні відомі під назвою «досонячні зерна».

## Виноски
a. ^  Кількість окремих уламків та їх загальна вага ніколи не зможуть бути визначені з певністю. Кларк та ін. (1971) доповіли, що «було віднайдено щонайменше дві тонни метеоритних каменів.» А ще сотні шматків були знайдені з того моменту, як ця доповідь була опублікована.